# النيابة الرسولية للإسكندرية بمصر
النيابة الرسولية للإسكندرية في مصر (باللاتينية: Vicariatus Apostolicus Alexandrinus)‏ تخضع مباشرة للكرسي الرسولي، وليست جزء من أي مقاطعة كنسية.

## الكاتدرائيات
الكاتدرائيات والبازليك 
- كاتدرائية سانت كاترين بالإسكندرية.
- كاتدرائية نوتردام مصر الجديدة بالقاهرة.
- كاتدرائية السيدة العذراء والملاك ميخائيل، في بورسعيد، التي كانت سابقا مقر النيابة الرسولية.
- بازيليك القديسة تريز الطفل يسوع، القاهرة.

## تاريخ
- تأسست في 18 مايو 1839 كنيابة رسولية لمصر والجزيرة العربية، حيث انفصلت عن نيابة حلب الرسولية في سوريا، وهي تغطي مناطق شاسعة في إفريقيا والجزيرة العربية.
- ولاية جدة الرسولية تأسست عام 1840 ولم يعد لها وجود ثم تأسست نيابة رسولية لوسط إفريقيا عام 1846.
- أعيد تسميتها بالنيابة الرسولية لمصر عام 1851
- أسست النيابة الرسولية بمصر عدة مرات باسماء مختلفة
  - أبرشية الأقباط الكاثوليك بالإسكندرية عام 1895
  - المحافظة الرسولية بدلتا النيل عام 1886
  - ولاية إريتريا الرسولية عام 1894
  - الكرسي البطريركي القبطي الكاثوليكي بالإسكندرية، وأبرشية الأقباط الكاثوليك بالاقصر وأبرشية الأقباط الكاثوليك بالمنيا في عام 1895.
  - النيابة الرسولية لقناة السويس عام 1926

أسست النيابة الرسولية للإسكندرية بمصر في 27 يناير 1951 وتشرفت بالزيارة البابوية للبابا يوحنا بولس الثاني في فبراير 2000، والبابا فرانسيس في أبريل 2017.
أسم النيابة الرسولية يعكس انها تكونت من اثنتين من النيابات الرسولية السابقة للكنيسة اللاتينية في مصر:
- النيابة الرسولية الشمالية بمصر الجديدة وتأسست في 30 نوفمبر 1987، والتي كان لها كرسي في القاهرة.
- النيابة الرسولية الجنوبية ببورسعيد وتأسست في 30 نوفمبر 1987، والتي كان لها كرسي في المدينة الساحلية على قناة السويس.

## النواب الرسوليون
جميع النواب الرسوليون كانوا أساقفة (ليسوا أساقفة مرسومين علي النيابة الرسولية لانها تخضع لبابا روما) الكنيسة اللاتينية.
نواب مصر الرسوليون (1839 - 1945)
حتى عام 1921، كان النائب الرسولي هو أيضًا المندوب الرسولي للكرسي الرسولي إلى مصر والجزيرة العربية.
- المطران بيربوتو جواسكو (1839 - 1859)
- المطران باسكال فويتشيتش (1860 - 1866)
- رئيس الأساقفة ليجوديفيت شورجا (1866 - 1881)
- رئيس الأساقفة أناكليتو شيكارو (1881 - 1888)
- رئيس الأساقفة أوريليو بريانت (1904 - 1921)
- المطران فيليكس كوتورييه (1919 - 1921)، الذي أصبح أسقف الإسكندرية في أونتاريو (كندا) (1921 - 1941)
- الأسقف إجينو نوتي (1921 - 1945)

النواب الرسوليون للإسكندرية بمصر (1949 - الي الآن)
- جان دي كابيستران إيمي كاير (26 مايو 1949 - 13 أبريل 1978)
- إجيديو سامبيري (29 أبريل 1978 - 26 أغسطس 2000)
- جوزيبي باوزاردو (24 فبراير 2001 - 29 أكتوبر 2008)
- المدير الرسولي جينارو دي مارتينو (29 أكتوبر 2008 - 1 سبتمبر 2009)
- عادل زكي (1 سبتمبر 2009 - 21 يوليو 2019) [2]
- المدبر الرسولي إيليا إسكندر عبد الملك (29 سبتمبر 2019 - 6 أغسطس 2020)
- الأسقف كلاوديو لوراتي (6 أغسطس 2020 - الي الآن) [3] [4]